# Обединение (теория на множествата)
Вижте пояснителната страница за други значения на Обединение.
Под обединение на две множества А и В се разбира множеството {\displaystyle C=A\cup B:=\{x\in A} или {\displaystyle x\in B\}}.
За действието обединение важат комутативния и асоциативният закон:
- {\displaystyle A\cup B=B\cup A}.
- {\displaystyle (A\cup B)\cup C=A\cup (B\cup C)}.
Между операциите обедиенение и сечение важат дистрибутивните закони (разместителното свойство в математиката):
- {\displaystyle (A\cap B)\cup C=(B\cup C)\cap (A\cup C)}.
- {\displaystyle (A\cup B)\cap C=(B\cap C)\cup (A\cap C)}.